# Réserve marine du Cap Palos-Las Hormigas
Le  Réserve marine du Cap Palos-Las Hormigas est une aire marine protégée créée dans la Région de Murcie en 1995. Elle fait partie de la ville  Carthagène, dans la Province de Murcie
,.
Cette zone constitue un site d'importance communautaire (SIC) du réseau Natura 2000 définies par la Convention de Ramsar pour le développement des cycles biologiques de nombreuses espèces qui l'utilisent tant dans leurs migrations que dans leur nidification ou hivernage.

## Description
La zone maritime protégée entre le phare de Cabo de Palos et les îlots de Las Hormigas couvre une superficie de 1 931 hectares . Elle a été déclarée parc naturel le 31 mars 1995. Elle se caractérise par sa grande Biodiversité et le bon état de conservation de ses fonds. Les grandes prairies de posidonies sont très remarquables, tout comme les colonies de coraux qui constituent l'habitat de nombreuses espèces végétales et animales.
Il s'agit d'un grand promontoire sous-marin dans le prolongement du cap Palos constituant un grand danger pour la navigation, comme en témoigne le naufrage du paquebot italien SS Sirio (en) qui a coulé en 1906 avec un grand nombre de morts.
Le phare de Cabo de Palos, intégré dans le site, est déclaré bien d'intérêt culturel espagnol depuis le 1er juillet 2002. Le phare de Las Hormigas est situé sur le plus grand des îlots de Las Hormigas.

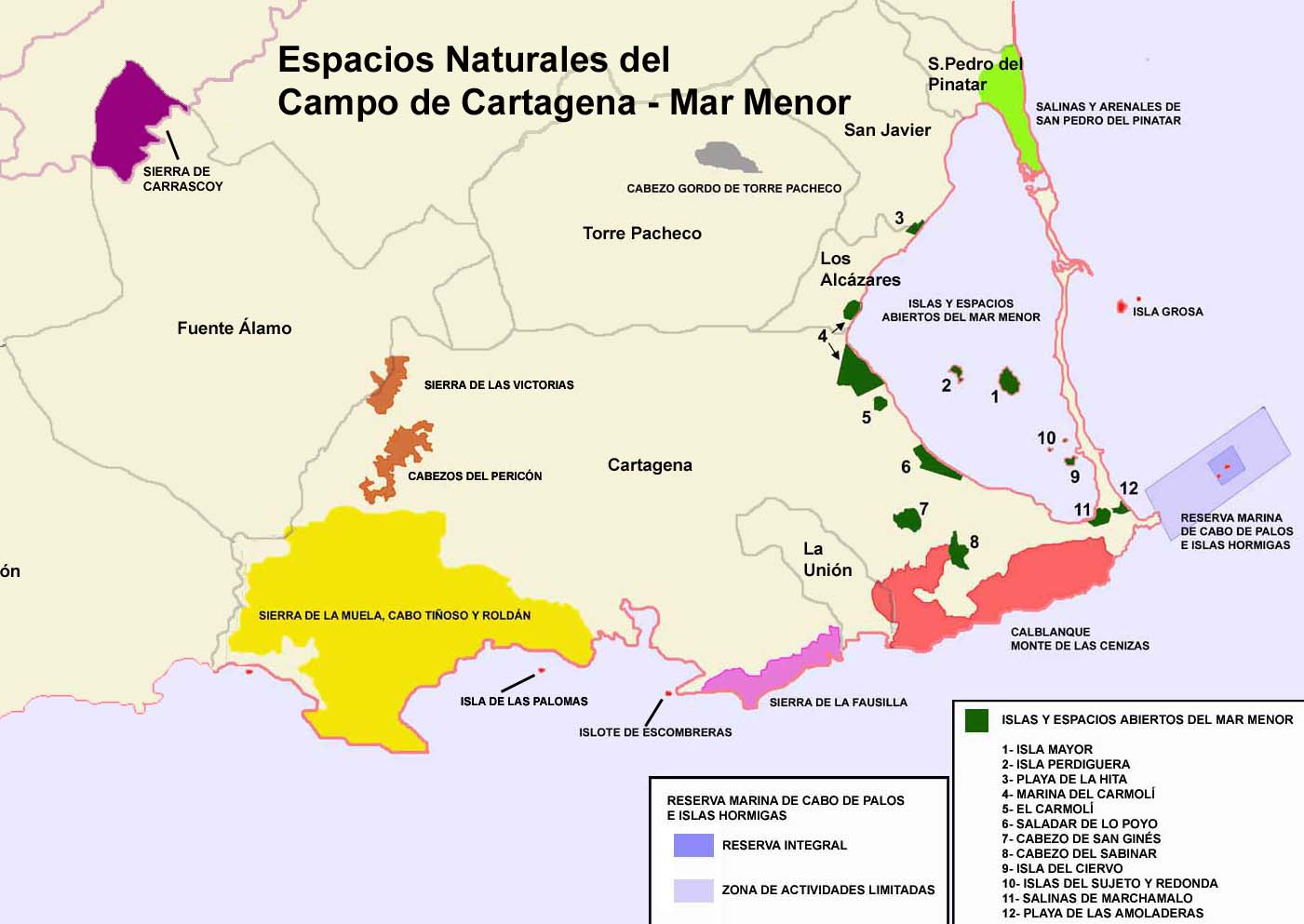
Les espaces protégés autour de Carthagène.

## Galerie

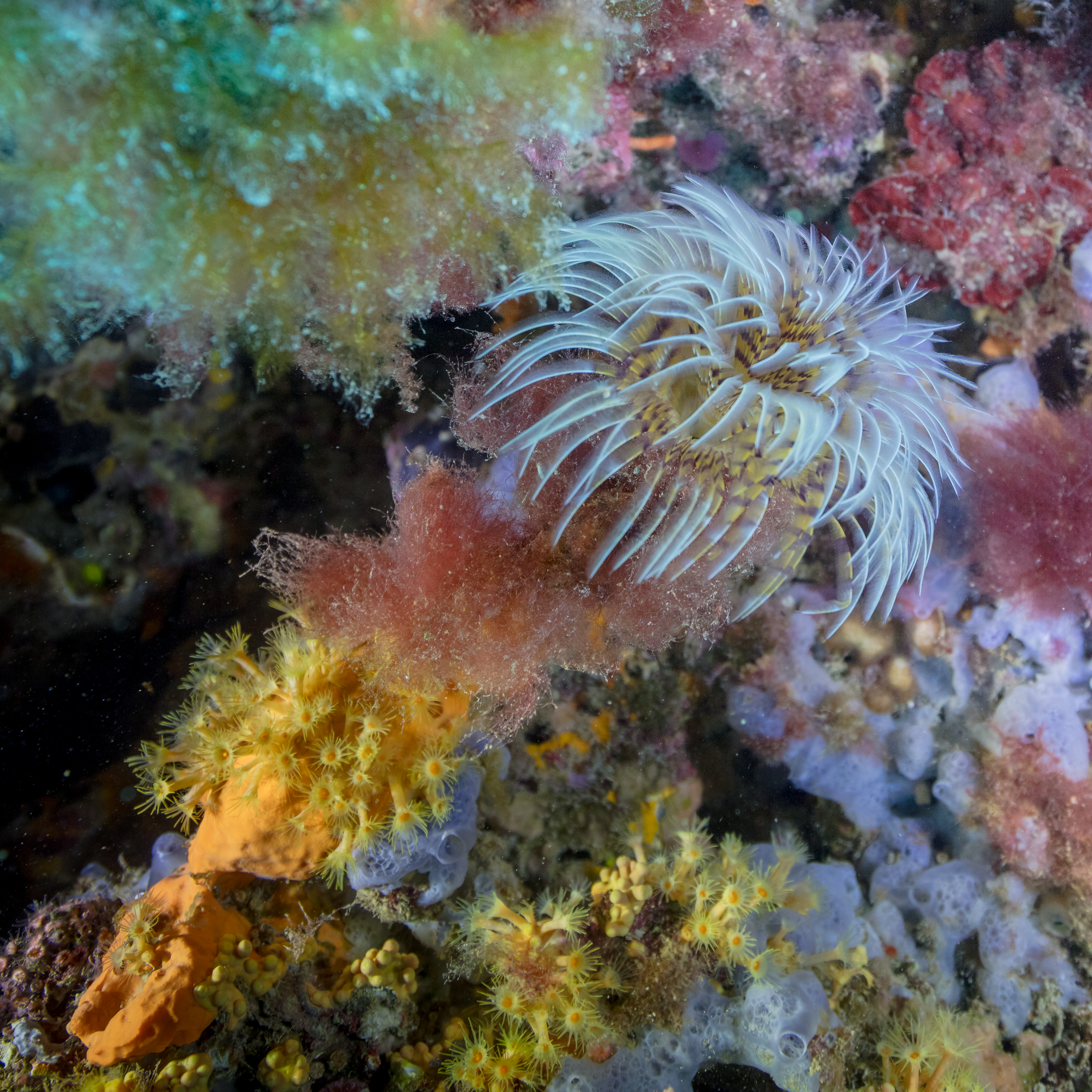
Sabella discifera.
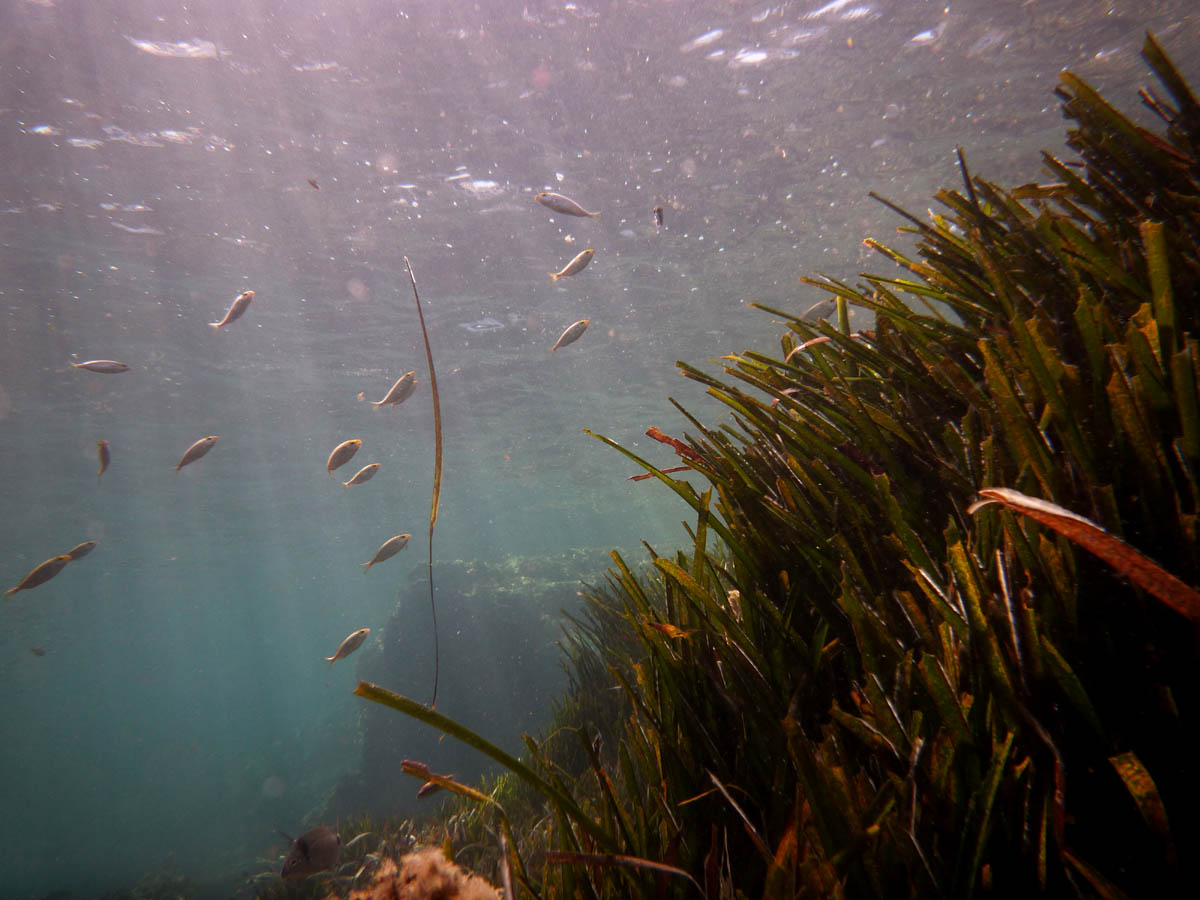
Fond de posidonie du Cap Palos.
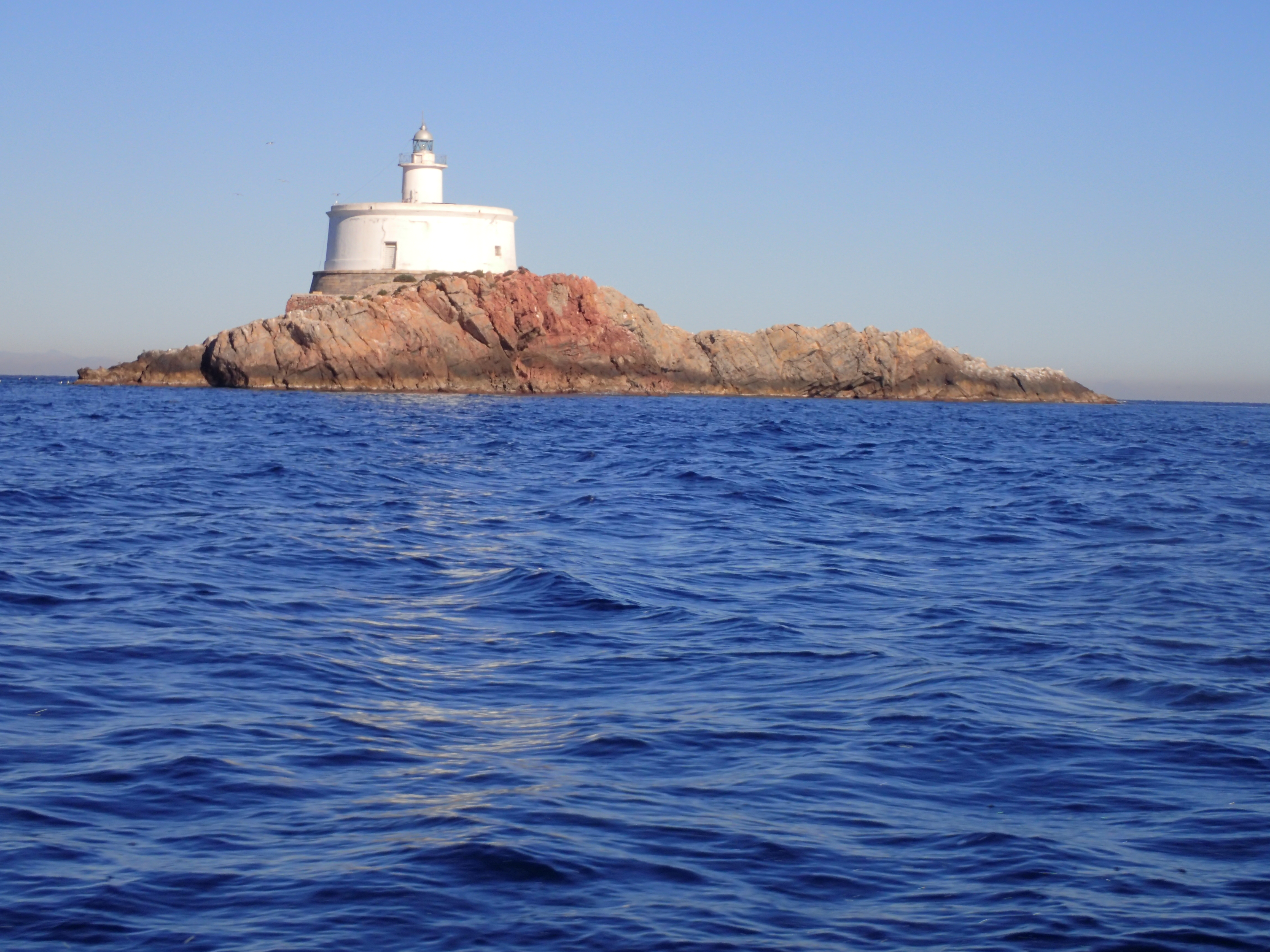
Phare des Las Hormigas.